# Ssajib
Ssajib (kor.  싸집) – czwarty album studyjny południowokoreańskiego rapera PSY. Został wydany 24 lipca 2006 roku przez YBM Seoul Records i 19 września w Korei Południowej. Głównym utworem z płyty jest „Entertainer” (kor. 연예인). Sprzedał się w nakładzie 50 396 egzemplarzy w Korei Południowej (stan na grudzień 2006 rok).

## Lista utworów
| CD  | CD                                                                                      | CD                              | CD                              | CD                  | CD      |
| Nr  | Tytuł utworu                                                                            | Tekst                           | Kompozycja                      | Aranżacja           | Długość |
| --- | --------------------------------------------------------------------------------------- | ------------------------------- | ------------------------------- | ------------------- | ------- |
| 1.  | „Alarm”                                                                                 | PSY                             | goorapa project                 | goorapa project     | 1:14    |
| 2.  | „Instant” (kor. 인스턴트) (feat. Kim Tae-woo)                                           |                                 | PSY, Kim Jun-hyeok, Kim Tae-woo | Kim Jun-hyeok       | 3:32    |
| 3.  | „Yeonyein” (kor. 연예인)                                                                | PSY                             | PSY, Yoo Geon-hyung             |                     | 3:25    |
| 4.  | „Eoreun” (kor. 어른) (feat. Cho Deok-bae)                                               | PSY                             | PSY                             | PSY                 | 3:46    |
| 5.  | „Jump” (feat. Lee Ha-neul)                                                              | PSY, Lee Ha-neul                | PSY                             | PSY                 | 3:04    |
| 6.  | „Chingunomdeula” (kor. 친구놈들아)                                                      | PSY                             | PSY, Yoo Geon-hyung             | Yoo Geon-hyung      | 5:05    |
| 7.  | „Areumdaun ibyeol 2” (kor. 아름다운 이별2) (feat. Lee Jae-hoon)                         | Kim Chang-hwan, PSY             | Kim Hyung-seok, PSY             | Yoo Geon-hyung      | 4:06    |
| 8.  | „Yangachi” (kor. 양아치)                                                                | PSY                             | Kang Jin-woo                    | Kang Jin-woo        | 3:01    |
| 9.  | „Aejuga” (kor. 애주가) (feat. Leessang)                                                 | Kim Jun-hyeok, PSY, Gary        | Kim Jun-hyeok, Kim Jong-ik      | Kim Jong-ik         | 3:28    |
| 10. | „We Are The One”                                                                        | PSY                             | Yoo Geon-hyung                  | Yoo Geon-hyung, PSY | 3:20    |
| 11. | „Jukeun siinui sahoe” (kor. 죽은 시인의 사회) (feat. Dynamic Duo, Drunken Tiger, Tasha) | PSY, Dynamic Duo, Drunken Tiger | Gaeko                           | Gaeko               | 4:35    |
| 12. | „Knock” (kor. 노크) (feat. Ivy)                                                         | PSY                             | Go Han-jong                     | Go Han-jong         | 5:34    |
| 13. | „Bionikka” (kor. 비오니까)                                                              | Kang Jin-woo                    | Kang Jin-woo                    | Kang Jin-woo        | 4:47    |
| 14. | „PSYcho Party” (kor. PSY코 파티)                                                        | PSY                             | Cho PD                          | Cho PD              | 3:27    |